# 옐로우버드
《옐로우버드》(영어: Yellowbird)는 2014년 공개된 프랑스의 애니메이션 영화이다.